# بخش پتروفسکی، استان تامبوف
بخش پتروفسکی، استان تامبوف (به لاتین: Petrovsky District, Tambov Oblast) یک سکونتگاه مسکونی در روسیه است که در استان تامبوف واقع شده‌است.